# Zerach Warhaftig
Zerach Warhaftig  (en hébreu :   זרח ורהפטיג) est un homme politique israélien.

## Biographie
Il est né à Volkovysk aujourd'hui en Biélorussie. En 1941, lui et sa famille, traverse la Russie en train, ils embarquent pour le Japon, puis rejoignent Vancouver par bateau.
En 1947, il s'installe en Palestine mandataire et rejoint le parti Hapoel Hamizrahi. 
En 1948, il fut parmi les signataires de la Déclaration d'indépendance de l'État d'Israël. Il devient ministre de l'industrie en 1948.
Entre 1948 à 1963, il devient professeur à l'Université hébraïque de Jérusalem. Il est membre fondateur de l'Université Bar-Ilan.